# Bleeksnavelarassari
De bleeksnavelarassari (Pteroglossus erythropygius) is een vogel uit de familie Ramphastidae (toekans).

## Verspreiding en leefgebied
Deze soort is endemisch in westelijk Ecuador.